# Starliner
Starliner (znany też jako CST-100) – statek kosmiczny częściowo wielokrotnego użytku, który został zaprojektowany do załogowych lotów kosmicznych na pokład Międzynarodowej Stacji Kosmicznej. Starliner jest produkowany przez Boeinga w ramach programu Commercial Crew Program finansowanego przez NASA.
Starliner może pomieścić na swoim pokładzie maksymalnie do siedmiu astronautów oraz może on pozostać zadokowany do Międzynarodowej Stacji Kosmicznej przez maksymalnie siedem miesięcy.
NASA wybrała statek kosmiczny Starliner oraz statek Dragon 2 należący do SpaceX do rundy kontraktowej Commercial Crew Transportation Capability wchodzącą w część programu Commercial Crew Program. Pierwotnie planowano, że pierwszy załogowy lot testowy statku Starliner odbędzie się w 2017 roku.

## Historia
Starliner został zaprezentowany w 2010 roku jako pierwsza komercyjnie opracowana kapsuła kosmiczna Boeinga. Firma oświadczyła, że kapsuła będzie czerpać z doświadczeń z programów NASA takich jak program Apollo, program Space Transportation System czy program Międzynarodowej Stacji Kosmicznej. Starliner miał być kompatybilny z wieloma rakietami nośnymi takimi jak Atlas V, Delta IV czy Falcon 9. W lipcu 2010 roku Boeing stwierdził, że Starliner może działać już w 2015 roku, w przypadku uzyskania wymaganych zezwoleń i wymaganego finansowania.
W październiku 2011 roku NASA ogłosiła, że Orbiter Processing Facility-3 znajdujący się na terenie Kennedy Space Center zostanie wydzierżawiony firmie Boeing w celu ułatwienia produkcji i testów statku kosmicznego Starliner.
16 września 2014 roku NASA wybrała Boeinga oraz SpaceX jako dwie firmy, które otrzymają finansowanie w celu opracowania statku kosmicznego umożliwiającego transport amerykańskich astronautów na pokład Międzynarodowej Stacji Kosmicznej.
4 września 2015 roku Boeing ogłosił, że statek kosmiczny Starliner otrzyma nazwę CST-100 Starliner, która nawiązuje do samolotów pasażerskich firmy. W listopadzie 2015 roku NASA ogłosiła, że wycofała Boeinga z wielomiliardowego kontraktu Commercial Resupply Services, którego celem było stworzenie bezzałogowego statku kosmicznego umożliwiającego zaopatrzenie Międzynarodowej Stacji Kosmicznej.
W maju 2016 roku Boeing opóźnił pierwszy start statku Starliner z zaplanowanego 2017 roku na początek 2018 roku. Następnie w październiku 2016 roku Boeing podjął decyzję o kolejnym opóźnieniu startu o sześć miesięcy, przesuwając datę startu na koniec 2018 roku.
Po niepowodzeniu pierwszego bezzałogowego orbitalnego lotu testowego statku kosmicznego Starliner, który odbył się pod koniec 2019 roku, NASA zgodziła się, aby Boeing sfinansował kolejny bezzałogowy lot orbitalny Boeing Orbital Flight Test 2, w sierpniu 2021 roku. Start ten został wstrzymany z powodu problemów z zaworami. Do końca września 2021 roku Boeing odłożył drugi lot Starlinera na czas nieokreślony. Po naprawach Starliner został wystrzelony 19 maja 2022 roku, pomyślnie dolatując na pokład Międzynarodowej Stacji Kosmicznej.
Pierwszy załogowy lot statku kosmicznego Starliner w ramach misji Boeing Crew Flight Test został pierwotnie zaplanowany na lipiec 2023 roku. Boeing ogłosił w czerwcu 2023 roku, że start opóźni się na czas nieokreślony między innymi z powodu problemów z pokładowym systemem spadochronów. Ostatecznie misja odbyła się 5 czerwca 2024 roku.

## Rozwój

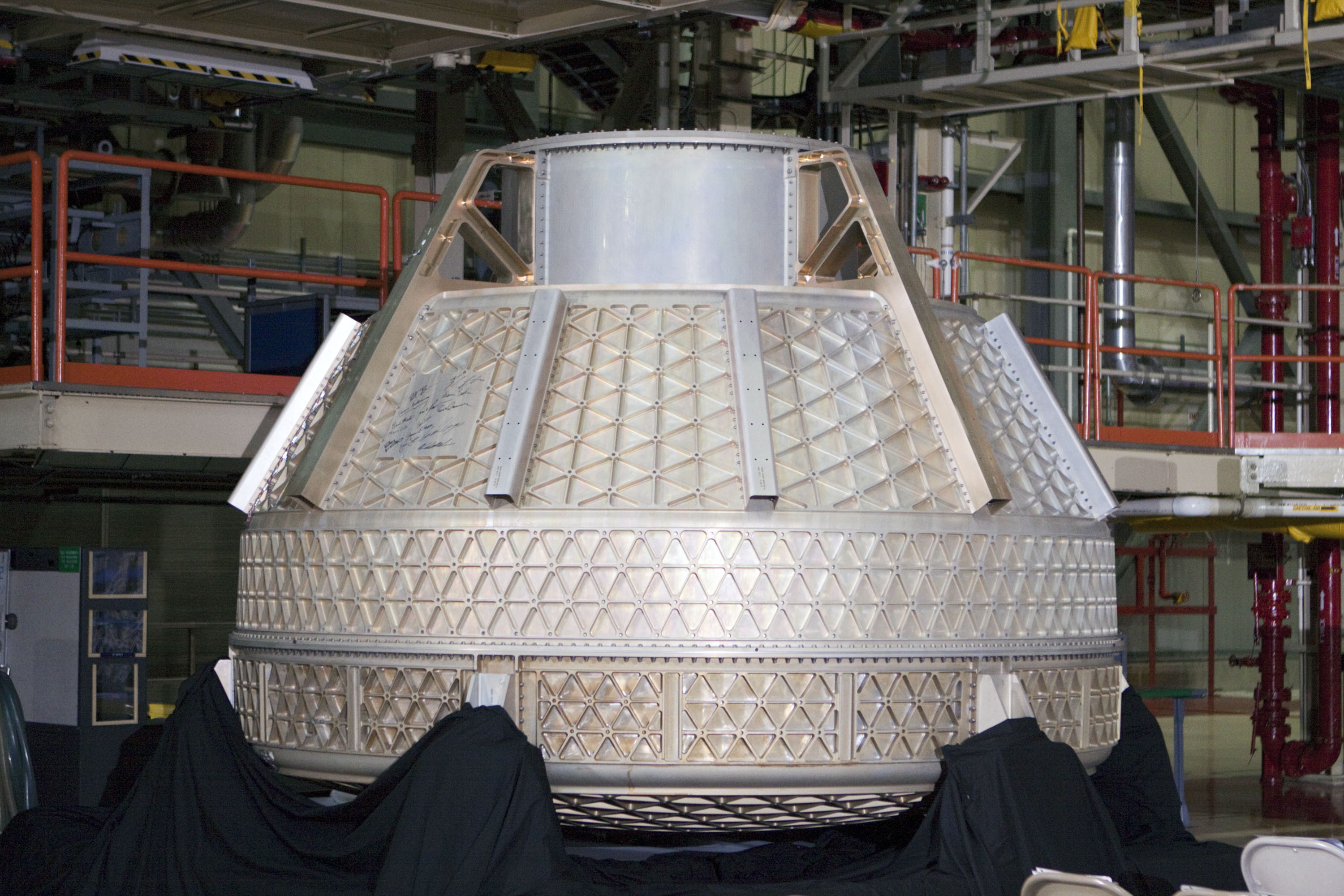
Zbiornik ciśnieniowy statku kosmicznego Starliner w dawnym Orbiter Processing Facility w październiku 2011 roku

Nazwa CST-100 (oznaczająca Crew Space Transportation-100) została po raz pierwszy użyta, gdy koncept Starlinera został upubliczniony przez dyrektora generalnego Bigelow Aerospace, Roberta Bigelowa w czerwcu 2010 roku.
Część umowy Commercial Crew Program, którą Boeing podpisał z NASA umożliwia Boeingowi sprzedaż miejsc dla turystów kosmicznych w lotach będących częścią programu Commercial Crew Program. Boeing zaproponował uwzględnienie tylko jednego miejsca na lot, które miałoby zostać przeznaczone dla kosmicznego turysty w cenie, która byłaby konkurencyjna w stosunku do stawek pobieranych przez Roscosmos.
Boeing zaprojektował statek kosmiczny Starliner tak, aby mógł on wylądować na ziemi z pomocą poduszek powietrznych, a nie w wodzie, jak wcześniejsze amerykańskie statki kosmiczne.

## Kampania testowa

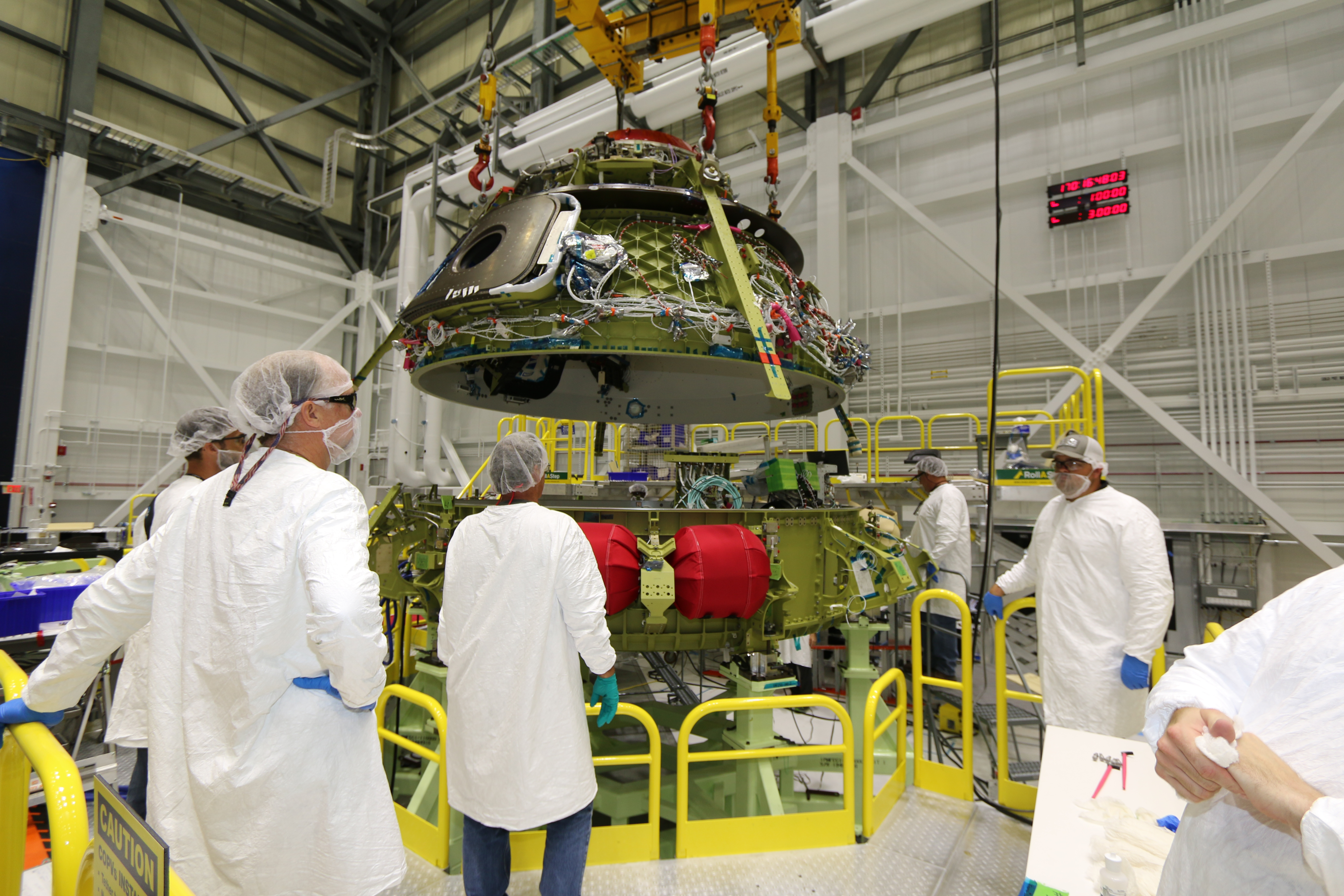
Łączenie elementów statku kosmicznego Starliner w 2018 roku

We wrześniu 2011 roku Boeing ogłosił zakończenie serii kontrolowanych testów upadku statku kosmicznego Starliner w celu sprawdzenia konstrukcji poduszek powietrznych, które są częścią systemu amortyzacji kapsuły podczas jej lądowania. Poduszki powietrzne znajdują się pod osłoną termiczną statku kosmicznego Starliner i uruchamiane są na wysokości około 1500 metrów w trakcie opadania statku Starliner na spadochronie. Testy przeprowadzono na pustyni Mojave w Kalifornii.
W maju 2016 roku Boeing poinformował, że harmonogram przyszłych testów zostanie przesunięty o osiem miesięcy, aby móc zmniejszyć masę Starlinera oraz rozwiązać wszelkie problemy związane z aerodynamiką podczas startu. Pierwszy orbitalny lot testowy zaplanowano na wiosnę 2019 roku, a pierwszy załogowy lot (Boeing Crew Flight Test) zaplanowano na lato 2019 roku. Zaplanowano, że załogowy lot będzie trwać 14 dni i zabierze na pokład Międzynarodowej Stacji Kosmicznej jednego astronautę NASA oraz jednego pilota testowego Boeinga. W kwietniu 5 grudnia 2018 roku NASA ogłosiła, że pierwszy załogowy lot, pierwotnie zaplanowany na listopad 2018 roku, prawdopodobnie odbędzie się w 2019 lub 2020 roku. W sierpniu 3 września 2018 roku NASA powołała pierwszą kadrę astronautów programu Commercial Crew Program, która składała się z czterech astronautów: Roberta Behnkena, Erica Boe, Sunitę Williams i Douglasa Hurleya.
W lipcu 2018 roku poinformowano o problemie z zaworami w systemie przerywania lotu statku kosmicznego Starliner, w wyniku którego nastąpił wyciek paliwa hipergolowego. W rezultacie data pierwszego bezzałogowego lotu orbitalnego została przełożona na kwiecień 2019 roku, a start misji Boeing Crew Flight Test został przesunięty na sierpień 2019 roku. W marcu 2019 roku Reuters podał, że loty testowe zostały opóźnione o co najmniej trzy miesiące. W kwietniu 2019 roku Boeing ogłosił, że pierwszy bezzałogowy lot orbitalny zostanie przeniesiony na sierpień 2019 roku.
Boeing Pad Abort Test odbył się 4 listopada 2019 roku. Statek kosmiczny Starliner oddalił się od stanowiska testowego oraz uruchomił pokładowy system spadochronowy. Podczas lądowania nie został poprawnie otwarty jeden ze spadochronów, co skutkowało lądowaniem Starlinera z dwoma spadochronami zamiast planowanych trzech. Lądowanie uznano jednak za udane i bezpieczne, a sam test zakończył się sukcesem.

### Boeing Orbital Flight Test

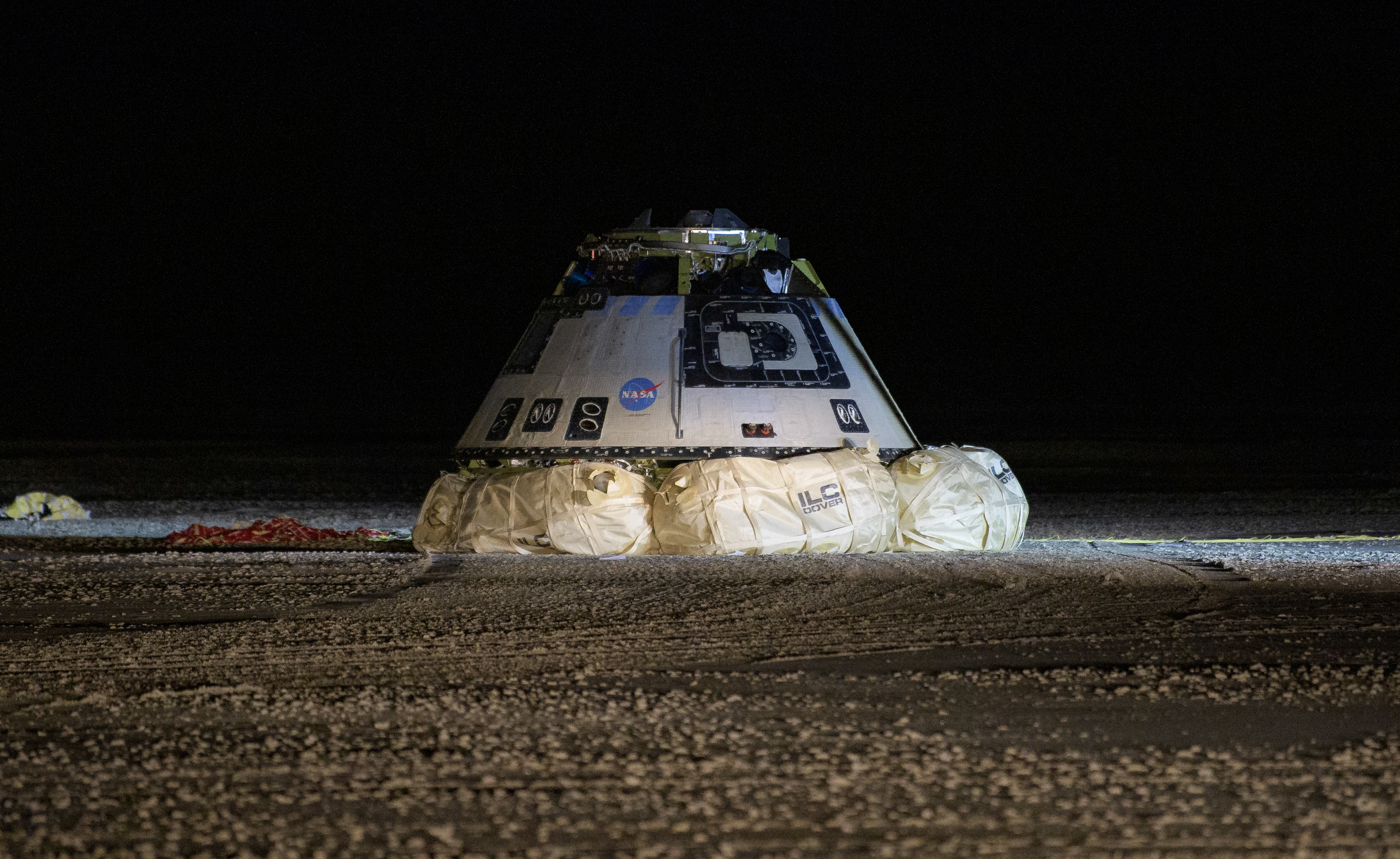
Starliner na White Sands Missile Range w grudniu 2019 roku

Boeing Orbital Flight Test będący pierwszym bezzałogowym orbitalnym lotem testowym statku kosmicznego Starliner został uruchomiony 20 grudnia 2019 roku, jednak po jego separacji doszło do błędu w pokładowym systemie pomiaru czasu co spowodowało, że statek kosmiczny Starliner zaczął wykonywać manewr orbitalny, który w rzeczywistości miał być przeprowadzony znacznie później. Spowodowało to, że silniki rakietowe należące do systemu sterowania reakcyjnego zużyły więcej paliwa niż planowano, co uniemożliwiło dokowanie do Międzynarodowej Stacji Kosmicznej. Lot zakończył się lądowaniem statku kosmicznego Starliner na poligonie rakietowym White Sands Missile Range w Nowym Meksyku dwa dni po jego rozpoczęciu. Po udanym lądowaniu Starliner, który brał udział w misji otrzymał nazwę Calypso nadaną przez dowódcę misji Boeing Starliner-1, astronautkę NASA Sunitę Williams.
Po zakończeniu dochodzenia prowadzonego wspólnie przez NASA i Boeinga w sprawie pierwszego orbitalnego lotu testowego statku kosmicznego Starliner w grudniu 2019 roku, zespół przeprowadzający dochodzenie zidentyfikował 80 zaleceń, do których Boeing we współpracy z NASA miał się odnieść w 2020 roku, kiedy plany działania obu firm były już na zaawansowanym etapie realizacji. Pełna lista tych zaleceń jest poufna i zastrzeżona, znane są tylko te zmiany, które zostały publicznie ujawnione.

### Boeing Orbital Flight Test 2

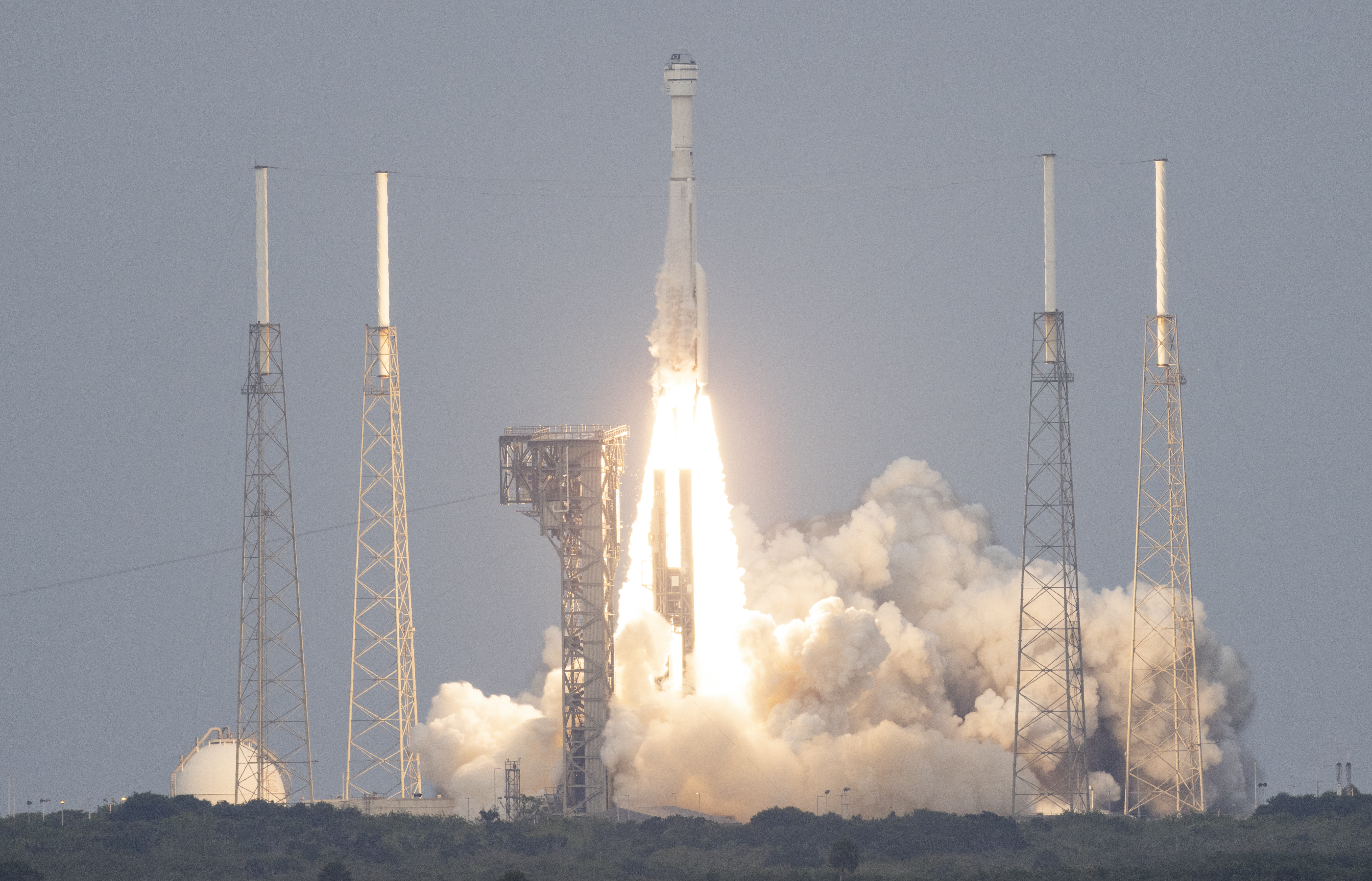
Start rakiety Atlas V z misją Boeing Orbital Flight Test 2

6 lutego 2020 roku Boeing stwierdzili, że Boeing Orbital Flight Test nie osiągnął swoich celów, a  statek kosmiczny Starliner wykona drugi bezzałogowy lot orbitalny. 25 grudnia 2020 roku Boeing ogłosił, że w połowie 2021 roku odbędzie się pierwszy załogowy lot Starlinera w ramach misji Boeing Crew Flight Test.
W listopadzie 10 lutego 2020 roku menadżer programu Commercial Crew Program finansowanego przez NASA, Steve Stich, powiedział, że lot Boeing Orbital Flight Test 2 zostanie opóźniony do pierwszego kwartału 2021 roku z powodu problemów z oprogramowaniem statku kosmicznego Starliner. Data startu lotu Boeing Orbital Flight Test 2 została ponownie przesunięta na sierpień 2021 roku.
W sierpniu 2021 roku wykryto problemy z 13 zaworami układu napędowego statku kosmicznego Starliner tuż przed jego startem. Próby rozwiązania problemu w budynku Vertical Integration Building nie powiodły i Boeing zdecydował się zwrócić statek kosmiczny Starliner do fabryki, anulując jednocześnie jego zaplanowany start. Zawory uległy korozji w wyniku przedostania się do nich wilgoci. Do końca września 2021 roku Boeing nie ustalił pierwotnej przyczyny problemu, w związku z czym lot został opóźniony na czas nieokreślony. W grudniu 2021 roku Boeing podjął decyzję o wymianie całego modułu serwisowego, spodziewając się kolejnej próby startu Boeing Orbital Flight Test 2 w maju 2022 roku.
Boeing Orbital Flight Test 2 wystartował 19 maja 2022 roku. Podczas lotu orbitalnego dwa pędniki należące do systemu Orbital Maneuvering and Attitude Control System uległy awarii, ale statek kosmiczny Starliner był w stanie wykorzystać pozostałe silniki należące do systemu OMACS. Awarii uległo także kilka silników rakietowych należących do systemu sterowania reakcyjnego podczas dokowania z powodu niskiego ciśnienia w komorze. Silniki te były używane do manewrowania statkiem kosmicznym Starliner w przestrzeni kosmicznej.
22 maja 2022 roku statek kosmiczny Starliner pomyślnie zadokował do Międzynarodowej Stacji Kosmicznej, a 25 maja statek kosmiczny Starliner z powodzeniem powrócił na Ziemię.

### Boeing Crew Flight Test

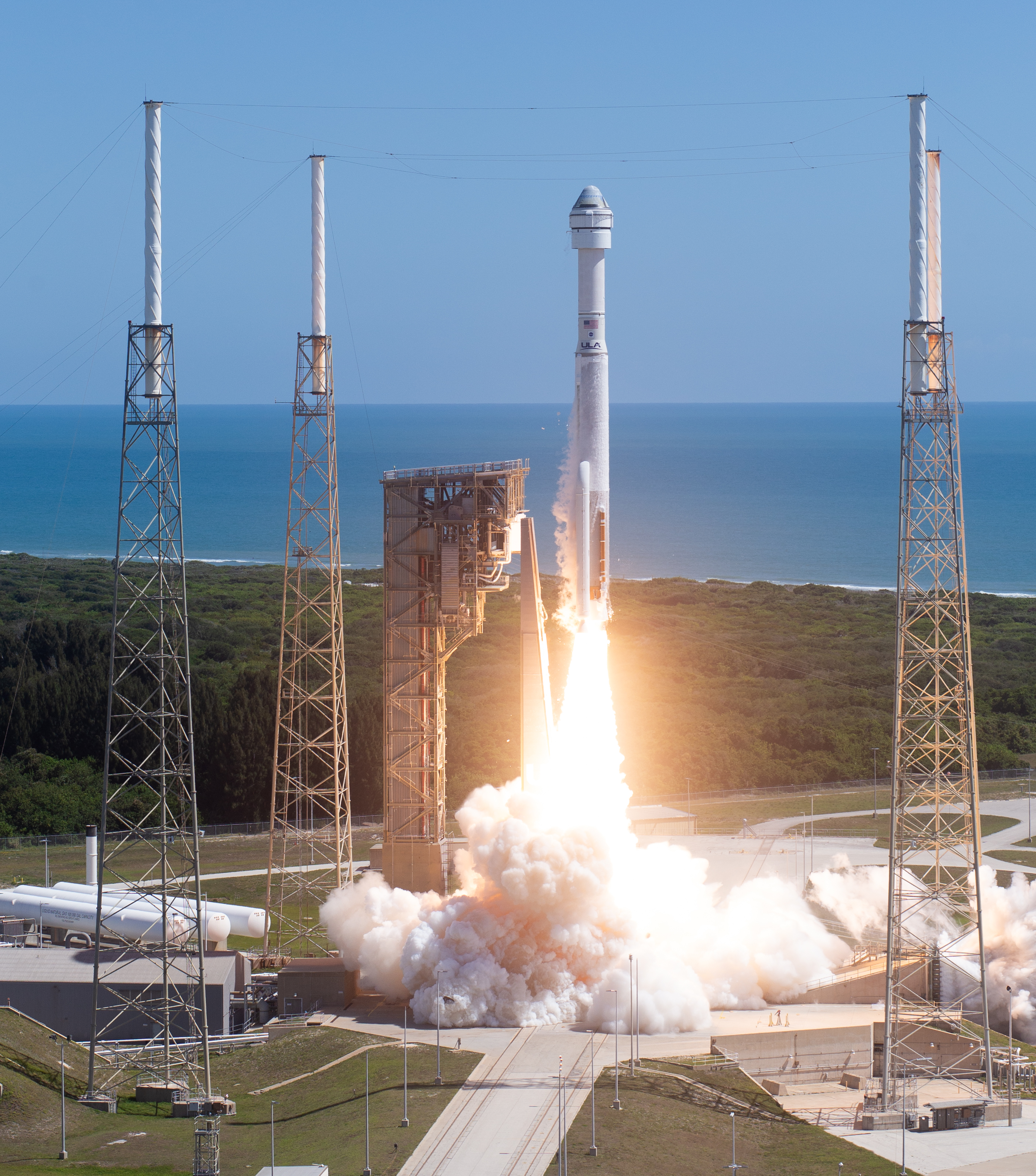
Start rakiety Atlas V z misją Boeing Crew Flight Test

Lot Boeing Crew Flight Test powinien być ostatnim lotem testowym statku kosmicznego Starliner. Podczas tego lotu dwuosobowa załoga zostanie wysłana na pokład Międzynarodowej Stacji Kosmicznej na około tydzień. Po powrocie statku i zatwierdzeniu danych z lotu, statek kosmiczny Starliner powinien zostać dopuszczony do regularnych lotów operacyjnych w ramach programu Commercial Crew Program.
Załogowy lot pierwotnie planowano przeprowadzić w 2017 roku, jednak start został opóźniony na lipiec 2023 roku. 1 czerwca 2023 roku Boeing ogłosił, że lot został opóźniony na czas nieokreślony z powodu istniejących problemów z pokładowym systemem spadochronowym.
Pierwotnie lot został zaplanowany na 7 maja 2024 roku, ale start został przerwany na dwie godziny przed startem. Ostatecznie misja rozpoczęła się w dniu 5 czerwca 2024 roku, a statek kosmiczny Starliner zadokował do Międzynarodowej Stacji Kosmicznej 6 czerwca o godzinie 13:34 czasu wschodniego, prawie 27 godzin po starcie.
Pierwotny plan NASA zakładał, że Starliner odłączy się od Międzynarodowej Stacji Kosmicznej i powróci na Ziemię 14 czerwca, kończąc ośmiodniową misję. Data lądowania była kilkakrotnie przesuwana, aby umożliwić inżynierom zrozumienie, co spowodowało w nim awarię systemu sterowania reakcyjnego, oraz aby można było dokładnie zbadać co tak na prawdę jest przyczyną wycieków helu, które miały miejsce podczas misji.
28 czerwca NASA ogłosiła, że choć Starliner może teoretycznie wrócić na Ziemię to statek nie powróci, dopóki jego problemy nie zostaną rozwiązane. Boeing skrytykował doniesienia prasowe, które mówiły, że statek Starliner wraz z dwoma astronautami „utknął” w kosmosie, podczas gdy dziennikarze argumentowali, że NASA i Boeing powinni być bardziej transparentni w kwestii misji.
Ostatecznie NASA nie mogła zrozumieć, dlaczego silniki należące do systemu sterowania reakcyjnego uległy awarii i zdecydowała, że powrót astronautów na Ziemię na pokładzie Starlinera jest zbyt ryzykowny. Boeing wyraził zaufanie do statku kosmicznego Starliner i wierzył, że powrót statku na Ziemię wraz z astronautami na pokładzie jest akceptowalny.
Starliner wylądował bezzałogowo na terenie poligonu White Sands Missile Range w Nowym Meksyku, dokładnie 7 września o godzinie 04:01 UTC, około sześć godzin po odłączeniu się od Międzynarodowej Stacji Kosmicznej. Starliner podczas ponownego wejścia w atmosferę doświadczył dwa nowe problemy techniczne niezwiązane z problemami, które zauważono wcześniej. Wystąpiła chwilowa utrata kontroli nad systemem nawigacyjnym statku Starliner, a jeden z 12 silników używanych do kontroli orientacji kapsuły podczas ponownego wejścia w atmosferę, nie uruchomił się.
NASA stwierdziła, że dokona przeglądu wszystkich danych związanych z misją, aby móc określić, jakie działania będą niezbędne do spełnienia wymagań certyfikacyjnych. Ówczesny Administrator NASA Bill Nelson oświadczył, że prezes Boeinga Kelly Ortberg zobowiązała się do kontynuowania programu Starliner pomimo niepowodzenia misji.

## Wykaz lotów
| Misja                        | Data                    | Załoga                                              | Czas trwania                 | Status            |
| ---------------------------- | ----------------------- | --------------------------------------------------- | ---------------------------- | ----------------- |
| Boeing Pad Abort Test        | 4 listopada 2019, 14:15 | —                                                   | 1 minuta i 19 sekund         | Sukces            |
| Boeing Orbital Flight Test   | 19 grudnia 2019, 11:36  | —                                                   | 2 dni, 1 godzina, 22 minuty  | Częściowa porażka |
| Boeing Orbital Flight Test 2 | 19 maja 2022, 22:54     | —                                                   | 5 dni, 23 godziny i 55 minut | Sukces            |
| Boeing Crew Flight Test      | 5 czerwca 2024          | Barry Wilmore Sunita Wiliams                        | 93 dni, 13 godzin i 9 minut  | Częściowa porażka |
| Boeing Starliner-1           | 2025                    | Scott Tingle Edward Fincke Joshua Kutryk Kimiya Yui | 6 miesięcy (planowane)       | Planowane         |